# Nicolás Antonio Arredondo y Pelegrín
Nicolás Antonio Arredondo y Pelegrín (castellà: Nicolás Antonio de Arredondo)  (Bárcena de Cicero, 17 d'abril de 1726 - Madrid, 4 d'abril de 1802) va ser un militar i polític espanyol que va ocupar el càrrec de Virrei del Río de la Plata i capità general de València.

## Biografia
Va participar en les guerres d'Itàlia, on va guanyar prestigi com a militar arribant a ser funcionari reial. Després, va ser enviat a Amèrica, on va exercir càrrecs polítics a Cuba.
Posteriorment va ser enviat al Río de la Plata, sent governador de la Governació de La Plata, a l'Alt Perú. Després de finalitzar el seu mandat el virrei Nicolás del Campo va ser designat pel rei com a virrei del Riu de la Plata.
Les seves obres principals van ser la continuació de l'empedrat de Buenos Aires, la capital virreinal, i la fortificació de la ciutat de Montevideo. Va crear consells veïnals i cossos de policies. Es va manifestar també a favor de la creació del Consolat de Buenos Aires. A més va millorar les mines de plata, va impulsar la ramaderia i va resoldre els conflictes entre estancieros i comerciants.
En 1794 va aconseguir que s'instal·lés el Consolat Reial, que funcionava a manera de tribunal comercial, amb la finalitat d'evitar el contraban i altres pràctiques il·legals.
Després de dimitir en 1795 va tornar a Espanya, on va ser nomenat Capità general de València, càrrec que va ocupar fins 1800. Després fou destinat a l'Exèrcit de Castella la Nova fins a la seva mort en 1802.